# Шио (Авалишвили)
Митрополи́т Ши́о (груз. მიტროპოლიტი შიო, в миру Варлаа́м Аполло́нович Авалишви́ли, груз. ვარლამ აპოლონის ძე ავალიშვილი; 17 сентября 1909 — 25 марта 1991) — епископ Грузинской православной церкви, митрополит Батумский и Шемокендский.

## Биография
Родился 17 сентября 1909 года в деревне Хорити. В 1917—1923 годах учился в сельской школе Лаша Харагаульского района, в средней школе Зестафони в 1924—1925 годах, в тбилисской средней школе № 9 в 1925—1928 годах.
В 1929 году он был арестован и выслан из Грузии по политическим обвинениям. Он вернулся в 1932 году и до 1936 года работал бухгалтером кооператива в селе Хунев Харагаульского района. В 1936—1948 годах он работал главным бухгалтером в Тбилиси. С 1960 по 1968 год работал директором комбината бытовых услуг в Карагандинском районе Казахстана. В 1968—1975 годы — начальник цеха безалкогольных напитков в Кустанайском районе.
В 1975—1977 годах он находился в Сухумско-Абхазской епархии.
23 апреля 1978 года был пострижен в монашество, 27 апреля того же года был рукоположен в сан диакона, 22 июля того же года был рукоположен в сан священника.
28 июля по благословению Католикоса-Патриарха Всея Грузии Илии II был рукоположен во епископа Никорцминдским. Служил хорепископом Католикоса-Патриарха.
14 декабря 1978 года он был возведён в сан архиепископа и переведен на Кутаисскую и Гаенатскую епархию.
9 сентября 1981 года переведён на Батумскую и Шемокендскую епархию с возведением в сан митрополита.
24 июня 1986 года Священный Синод Грузинской православной церкви уволил митрополита Шио на покой.
Скончался 25 марта 1991 года. Похоронен в ограде кафедрального собора Сиони.
Митрополит Петр (Цаава) называл митрополита Шио святым человеком.